# Park Tivoli, Ljubljana
Park Tivoli je največji park v Ljubljani. Leži na zahodni strani mesta, pod Rožnikom in Šišenskim hribom.

## Zgodovina
Deli parka, večinoma nedostopni za javnost, so bili urejeni že  v srednjem veku. Načrtno so ga posamezni lastniki urejali v baročnem obdobju. Načrt za javni park je v obdobju Ilirskih provinc izdelal francoski inženir Blanchard. Park so odprli leta 1813. Kasneje so ga urejali Lattermann, vrtnarji maršala Radetzkega in drugi. Po potresu je pri urejanju posameznih delov županu Ivanu Hribarju in vrtnarju Heinicu svetoval arhitekt Maks Fabiani. Sedanjo palačo Švicarijo je načrtoval arhitekt C. M. Koch, ledenico v bližini pa pred njim arhitekt J. Jager.
Dobro stoletje kasneje, med letoma 1921 in 1939, je Jože Plečnik delno preuredil podobo parka.
Danes ima park številne sprehajalne poti, cvetlične ureditve, fontane in kipe. Glavne točke parka so trije veliki kostanjevi drevoredi in Jakopičev drevored, ki ga je razširil in uredil Plečnik s svojimi pomočniki.
Park so v prvi, še posebej pa v drugi polovici 20. stoletja dopolnjevali z različnimi objekti športno-sprostitvene narave. Tako so zgradili ribnik, ob preureditvi vrtnarije dodali botanični vrt, ohranili rastlinjak. Med drugo svetovno vojno so uredili veliko otroško igrišče pri ribniku, že prej letno kopališče Ilirija (1929), dodali športno dvorano Tivoli (1965; arhitekt Marjan Božič), pokrito kopališče s fitnesom in kegljiščem (1973; arhitekt Fedja Košir). Poleg tega so v parku še odprta igrišča za tenis, košarko, kotalkanje in mini golf ter več okrepčevalnic. 
V parku sta še dva pomembnejša baročna objekta: Cekinov in Tivolski grad. V prvem je Muzej novejše in sodobne zgodovine Slovenije, v drugem Mednarodni grafični likovni center. 
V bližini Cekinovega gradu se nahaja edini slovenski fenološki park, ustanovljen leta 1958. Ta je je del mednarodne mreže evropskih fenoloških vrtov.
Skupaj z Rožnikom in Šišenskim hribom park sestavlja Krajinski park Tivoli, Rožnik in Šišenski hrib s 459 ha.
Brošuro s predstavitvijo vseh kipov v parku je napisal Gojko Zupan.

## Ribnik
V dolžino meri 140 m, širok je 50 m, globok med 0,9 in 1,3 m. Pokriva površino 5000 m2 in nosi 7700 m3 vode.
Leta 1880 so v parku Tivoli uredili ribnik, ki so mu meščani preprosto rekli »bajer«. Ribnik je nastal z izkopom in je bil prvotno namenjen drsanju in čolnarjenju (nemško drsalno društvo Laibacher Eislaufverein). V ribniku so bile sprva okrasne in druge ribe in seveda žabe. 
Leta 1906 je mestna občina odvzela ribnik nemškemu drsalnemu društvu in ga do prve svetovne vojne vodila sama. Zaradi pomanjkanja denarja je magistrat med obema vojnama sklenil, da bo organizirano drsanje opustil in končala se je zlata doba drsanja na ribniku.
Ob ribniku je manjši botanični park z rastlinjakom. Na nasprotni strani ribnika je otroško igrišče, urejeno leta 1942 in preurejeno ter opremljeno z novimi igrali. Po drugi svetovni vojni je čolnarna propadla.